# Росс, Стивен Джей
Стивен Джей Росс (англ. Steven Jay Ross, 5 апреля 1927 или 17 сентября 1927, Бруклин, Нью-Йорк — 20 декабря 1992, Лос-Анджелес, Калифорния) — американский бизнесмен, генеральный директор Time Warner Inc., Warner Communications и Kinney National Services Inc Warner Bros. Studios назвала свой театр на заднем плане своей исторической студии в Бербанке в честь своего давнего босса и развлечений UJA Federation Отдел медиакоммуникаций признал приверженность Росса благотворительности назвав гуманитарную премию на ежегодном ужине Leadership Award в его честь.

## Биография
Стив Росс родился 17 сентября 1927 года в Бруклине В 1972 году был назначен генеральным директором, президентом и председателем Warner Communications. В 1989—1992 годах — генеральный директор Time Warner Inc. — одного из крупнейших в мире конгломератов новостного и развлекательного профиля Был трижды женат, имел трое детей
Умер 20 декабря 1992 года в Лос-Анджелесе.

## футбол
Известный продвижением и популяризацией футбола в Соединенных Штатах, Росс был среди группы людей, которые основали New York Cosmos в 1971 году. При поддержке своего работодателя Warner Communications клуб привез футбольных суперзвезд Пеле и Франца Беккенбауэра, а также других выдающихся игроков, таких как Карлос Альберто, Владислав Богичевич, Йохан Нескенс и Джорджио Чиналья.,Росс был представлен спорту в конце 1960-х годов одним из его руководителей бизнеса Несухи Эртегуном из Atlantic Records, звукозаписывающей компании, основанной братом Несухи, а также футбольным энтузиастом Ахметом Эртегуном Два брата работали на Росса в начале 1970-х годов после того, как Atlantic была куплена в 1967 году Warner Bros Seven Arts которая в свою очередь, была куплена Ross's Kinney National Company через два года.

## Награды
В 1988 году Росс был удостоен премии Золотая пластина Американской академии достижений.

## смерть
Росс умер 20 декабря 1992 года из за осложнений рака простаты от которых он перенес в последние годы. Три месяца спустя когда Клинт Иствуд принял лучшую картину Оскара для Unforgiven он посвятил его памяти Росса Точно так же 1993.